# ジョアン・セラー
ジョアン・R・セラー（JoAnne R. Sellar, 1963年 - ）は、イングランドの映画プロデューサー。

## 人物
夫は脚本家・映画監督のポール・トーマス・アンダーソンと長年コラボレーションしているプロデューサーのダニエル・ルピである。2007年の映画『ゼア・ウィル・ビー・ブラッド』によりルピとアンダーソンと共にアカデミー作品賞にノミネートされた。

## フィルモグラフィ
- Red Hot and Blue (1990) 共同製作
- ハードウェア Hardware (1992) 製作
- ダスト・デビル Dust Devil (1992) 製作
- ダーク・ブラッド Dark Blood (1993) 製作
- ロード・オブ・イリュージョン Lord of Illusions (1995) 製作
- ブギーナイツ Boogie Nights (1997) 製作
- マグノリア Magnolia (1999) 製作
- アニバーサリーの夜に The Anniversary Party (2001) 製作
- パンチドランク・ラブ Punch-Drunk Love (2002) 製作
- ウィッカーマン The Wicker Man (2006) 製作総指揮
- ゼア・ウィル・ビー・ブラッド There Will Be Blood (2007) 製作
- ザ・マスター The Master (2012) 製作
- インヒアレント・ヴァイス Inherent Vice (2014) 製作
- ファントム・スレッド Phantom Thread (2017) 製作
- リコリス・ピザ Licorice Pizza (2021) 製作総指揮
- The Battle of Baktan Cross (2025) 製作